# Gare de La Loupe
Gare de La Loupe vasútállomás Franciaországban, La Loupe településen.

## Vasútvonalak
Az állomást az alábbi vasútvonalak érintik:
- Párizs–Brest-vasútvonal

## Kapcsolódó állomások
A vasútállomáshoz az alábbi állomások vannak a legközelebb:
- Gare de Bretoncelles (Gare de Brest, Párizs–Brest-vasútvonal)
- Gare de Pontgouin (Paris Gare Montparnasse, Párizs–Brest-vasútvonal)